# Zaporna spojka
Zaporna spojka ili slobodnookretljiva spojka s ustavljačem i palcima je spojka koja se uglavnom upotrebljava samo tamo gdje se prenose mali zakretni momenti (na primjer kod mehaničkih satova). Nedostatak ovih spojki jesu razmjerno veliki prazni hod i udarno uključenje.

## Slobodnookretljiva spojka
Slobodnookretljiva spojka ili jednosmjerna spojka (često poznata pod nazivom "spojka slobodnog hoda") je vrsta spojke koja uključuje vođeni dio samo u jednom smjeru vrtnje (rotacije). U drugom ona ga isključuje, a isto tako i kad vođeni dio pretiče vodeći. Zbog toga ove spojke djeluju u jednom smjeru vrtnje kao kočnice, a u suprotnom kao slobodnookretljivi dijelovi. Neke od tih spojka obavljaju opisanu ulogu trenjem među dijelovima, a druge to čine oblikom (ustavljačem i palcima). Zadatak ovih spojki je onemogućavanje prenošenja momenta uvijanja (torzije) u neželjenom smjeru ili da omogući automatsko isključenje mehanizma u trenutku promjene smjera okretanja. Po načinu ostvarivanja veze jednosmjerne spojke se dijele na: kandžaste, zupčaste i tarne. Jednosmjerne spojke se dijele na uzdužne (aksijalne) i poprečne (radijalne).